# Obłaźnia Góra
Obłaźnia Góra, Obłaźna Góra – wzniesienie o wysokości 590 m w Pieninach Czorsztyńskich należących do Pienin Właściwych. Znajduje się w Sromowcach Niżnych w województwie małopolskim, w powiecie nowotarskim, w gminie Czorsztyn.
Obłaźnia Góra znajduje się nad lewym brzegiem Dunajca w zakończeniu południowego grzbietu Macelowej Góry. Na południe opada stromym stokiem, jego podnóżem biegnie droga od Sromowiec Wyżnych do Sromowiec Niżnych, stok północno-wschodni opada do Macelowego Potoku. Grzbiet Obłaźniej Góry i jej stromy południowy stok jest porośnięty lasem. Wśród zadrzewień występuje kilka gatunków głogów: głóg odgiętodziałkowy (Crataegus rhipidophylla) i mieszańce Crataegus × subsphaericea, Crataegus monogyna × C. rhipidophylla, Crataegus × C. media, Crataegus × macrocarpa.
W styczniu 1945 r. w Sromowcach Niżnych przez dwa dni trwały walki między armią radziecką i niemiecką, w wyniku których od ostrzału artyleryjskiego spłonęło 13 domów. Na równinie u południowo-zachodniego podnóża Obłaźniej Góry podczas powierzchniowego rozpoznania archeologicznego znaleziono ślady osady z początku epoki brązu (około 1800 lat p.n.e.).